# Adesmus postilenatus
Adesmus postilenatus es una especie de escarabajo longicornio del género Adesmus, categorizada en la tribu Hemilophini, de la subfamilia Lamiinae. Fue descrita por Bates en 1881.

## Descripción
Mide 7,9-11,13 mm de longitud.

## Distribución
Se distribuye por América del Sur: Brasil.